# Cyclocausta
Cyclocausta és un gènere d'arnes de la família Crambidae. Conté només una espècie, Cyclocausta trilineata, que es troba a Brasil, on s'ha registrat a l'Amazones.
La seva envergadura és d'uns 18 mm. Les ales són de color blanc amb una ratlla costanera marró fosc. El marge posterior hi ha dues línies paral·leles marrons. Les parts posteriors són blanques.